# McCallum-Pass
Der McCallum-Pass ist ein Gebirgspass im Südosten der Adelaide-Insel vor der Westküste der Antarktischen Halbinsel. Er führt zwischen dem nordöstlichen Bergkamm des Mount Mangin und demjenigen auf der Südseite der Stonehouse Bay. 
Das UK Antarctic Place-Names Committee benannte ihn 1964 nach Hugh Campbell Gordon McCallum (* 1937) vom British Antarctic Survey, der 1961 gemeinsam mit dem Meteorologen Alan Crouch (* 1935) diesen Pass erstmals beging.